# جانی پاکار
جانی پاکار (انگلیسی: Johnny Pacar؛ زادهٔ ۶ ژوئن ۱۹۸۱) هنرپیشه و خواننده اهل ایالات متحده آمریکا است. وی از سال ۲۰۰۲ میلادی تاکنون مشغول فعالیت بوده‌است.
از فیلم‌ها یا برنامه‌های تلویزیونی که وی در آن نقش داشته‌است می‌توان به کودک وحشی، عشق لطمه می‌زند و پلی‌بک اشاره کرد.